# Stabiliamo un contatto
Stabiliamo un contatto è il sesto album degli Stadio, pubblicato dalla EMI Italiana su LP (catalogo 7 80955 1) e su CD (7 80955 2) nel 1992, anticipato dal singolo Stabiliamo un contatto/Al tuo fianco (1992).

## Il disco
Dal 9 febbraio 1998, la Sony Music Italia ha reso disponibile per il download digitale la versione rimasterizzata.
Prima collaborazione di Roberto Drovandi col gruppo.

## Tracce
Gli autori del testo precedono i compositori della musica da cui sono separati con un trattino.
Lato A
1. Stabiliamo un contatto (versione album) – 6:54 (testo: Saverio Grandi – musica: Saverio Grandi, Gaetano Curreri)
2. Per la bandiera – 5:48 (testo: Francesco Guccini, Saverio Grandi – musica: Saverio Grandi, Gaetano Curreri)
3. Cose importanti – 6:36 (testo: Luca Lolli, Saverio Grandi – musica: Luca Lolli, Saverio Grandi, Gaetano Curreri)
4. Al tuo fianco – 5:44 (testo: Saverio Grandi – musica: Vasco Rossi, Andrea Fornili, Gaetano Curreri)
5. L'appostamento – 4:31 (testo: Alessandro Bergonzoni – musica: Gaetano Curreri)

Lato B
1. Sesso o amore – 5:04 (testo: Saverio Grandi – musica: Saverio Grandi, Gaetano Curreri)
2. Libero di cambiare – 5:14 (testo: Luca Carboni, Jovanotti – musica: Saverio Grandi, Gaetano Curreri)
3. Swatch – 6:17 (testo: Francesco Guccini – musica: Andrea Fornili, Gaetano Curreri)
4. Lo scatolone – 5:20 (testo: Saverio Grandi – musica: Gaetano Curreri)
5. Universi sommersi – 4:55 (testo: Saverio Grandi – musica: Bettina Baldassari, Gaetano Curreri)
6. Graffiti – 4:31 (testo: Saverio Grandi – musica: Saverio Grandi, Gaetano Curreri)

## Formazione
Gruppo
- Gaetano Curreri – voce, tastiera
- Andrea Fornili – chitarra
- Roberto Drovandi – basso
- Giovanni Pezzoli – batteria

Altri musicisti
- Luca Orioli – tastiera, organo Hammond
- Paolo Caruso – percussioni
- Marco Tamburini – tromba
- Maurizio Piancastelli – tromba
- Sandro Comini – trombone
- Paride Sforza – sax
- James Thompson – sax
- Gianni 'Geo' Novi, Iskra Menarini, Paolo Ferrari – cori